# 妖怪学園Y 〜Nとの遭遇〜
『妖怪ウォッチJam 妖怪学園Y 〜Nとの遭遇〜』（ようかいウォッチジャム ようかいがくえんワイ エヌとのそうぐう）は、レベルファイブより発売されているゲームソフト『妖怪ウォッチ』シリーズを原作とする日本のテレビアニメ。2019年12月27日から2021年4月2日までテレビ東京系列にて放送された。

## 概要
『妖怪ウォッチ』アニメシリーズ第4作。2019年3月14日にレベルファイブによる『妖怪ウォッチ戦略発表会』で公表された新ブランド『妖怪ウォッチJam』を冠した派生作品となる。
同年12月13日に公開された『映画 妖怪学園Y 猫はHEROになれるか』から続く物語となり、Y学園を舞台に、「怨霊」を召喚・憑依して妖怪HERO（ヒーロー）に変身できる『YSPウォッチ』を持つ寺刃ジンペイ達『YSPクラブ』が、学園に潜む怨霊絡みの怪事件や謎を解く「不思議解明ミッション」を遂行していき、そして謎のエイリアンに立ち向かう事となる。
本作はこれまでシリーズ構成を担当した加藤陽一に代わり、『妖怪ウォッチ』シリーズでは初めて、レベルファイブ代表取締役・クリエイティブプロデューサーの日野晃博がシリーズ構成と脚本を担当。主題歌および劇中にはインターネット発の作曲家・歌い手・動画クリエーターが多数参加している。本作のみ、音響監督は田中亮が担当している。前作と前作の劇場版第6弾を最後に音響制作を担当したサウンドチーム・ドンファンは本作より音響制作から除外しており、本作ではレベルファイブ自らが音響制作を担当する（次作の『妖怪ウォッチ♪』はHALF H・P STUDIOが担当）。
第1話は映画『猫はHEROになれるか』の前日譚にあたる、ジンペイとコマが小学生時代のエピソードになっている。
なお当初は全52話の予定だったが、劇場版として構想していた『高等部編』を2021年1月22日放送の第53話より11話分のテレビストーリーとして追加延長した。
2021年4月9日より同時間枠で次シリーズ『妖怪ウォッチ♪』を開始。

### アバンタイトル
本編開始前には、歌舞伎風の扮装をしたジンペイと共に「部屋を明るくしてテレビから離れて見てください」の注意が表示される（『妖怪ウォッチ』無印版初期と同様）。

## 登場キャラクター
メインキャラクターの多くは、無印版に登場した妖怪を彷彿とする姿であり、輪廻転生した姿とされる（学園長、臼見沢、えんら先生以外記憶は無い）。

### メインキャラクター
寺刃ジンペイ（じば ジンペイ）/剣豪紅丸（けんごうべにまる）/ワイルドボーイ/ブルームーン/アースウォーカー→アースウォーカーNOA
声 - 田村睦心/小野友樹/石川由依/沼倉愛美/潘めぐみ
主人公。YSP基準入学。正義感が強く、好奇心旺盛で細かい事は気にしない。霊を視認でき、妖力を操るYSP（Yokai Special Power）能力を持つ。
3種類の妖怪HEROに変身、さらに新開発の『URウォッチ』によりアースウォーカーへ変身可能になった。その後修行によりアースウォーカーNOAへパワーアップした。
玉田マタロウ（たまだ マタロウ）/シャイニングボーイ/ティーダイン
声 - 井上麻里奈/KENN
学力基準入学。入学式にジンペイと出会い友人となる。強運の持ち主で「たまたま」が口癖。特撮やSFが好き。
YSP能力は無いが、クウカの開発した『シャイニングウォッチ』で擬似的なHEROに変身できた。さらに新開発の『URウォッチGAI』によりティーダインへ変身可能になった。
小間サン太夫（こま サンだゆう）/リトルコマンダー→リトルコマンダーA
声 - 遠藤綾
YSP基準入学。ジンペイの幼なじみで同じくYSP能力を持つ。落語家の名家だがおっとりしてやや口下手。
ジンペイ同様、ぬらり師匠との修行によりリトルコマンダーAへパワーアップした。
姫川フブキ（ひめかわ フブキ）/クロックレディ
声 - 戸松遥
IT基準入学。メカ好きで様々なアイテムを発明する。後からYSP能力に目覚める。
雷堂メラ（らいどう メラ）/獅子王（ししおう）
声 - 増田俊樹、村井美里（少年期）/日野聡
スポーツ基準入学。Y学園の番長と呼ばれる親分肌。
九尾リュウスケ（きゅうび リュウスケ）/ナインテイル
声 - 小林千晃
芸能基準入学。容姿端麗だがナルシストでやや奇行が目立つ。ジンペイ達とは型の違う『YSPウォッチ零』を持つ。
霧隠ラント（きりがくれ ラント）/ミストシャドウ/DSギャラクシー
声 - 福山潤、日野まり（7歳）
Y学園生徒会長。変身できるもう一つのウォッチ『A（エイリアン）ウォッチ』を持つ。
蛇山チアキ（へびやま チアキ）/スカイスネーカー
声 - 莉犬（すとぷり）
学園マフィア「スネークス」に所属する生徒。YSPウォッチの別種『バイパーコネクター』を持つ。
三又義ノズチカ（みつまたぎ ノズチカ）/ザ・バイパー
声 - 小野坂昌也
「スネークス」のボスで通称「ノーズ」。チアキと同様、バイパーコネクターで変身する。
雲池クマ子（くもいけ クマこ）/七雲クウカ（ななくも クウカ）/モモンガーレディ
声 - 石上静香
Y学園で秘密研究を行う「Y研」の主任で、YSPウォッチ・Aウォッチを開発した。小学生時代にラントと出会う。
風紀委員会によって退学後、ダイエットで外見と名を変えて再入学する。
その後URウォッチを開発、さらにガイアエネルギーを使うURウォッチGAIを開発し、自身もモモンガーレディへ変身可能になった。

### 怨霊・妖怪
モモ
声 - 小桜エツコ
ピンク色のモモンガの怨霊。「モモだよー」「〜ですねぃ」が口癖。後にクウカに憑依し、モモンガーレディに変身する事となった。
バケーラ
声 - 小野友樹
大柄な赤いネコの怨霊。ジンペイに憑依し、剣豪紅丸に変身する。一人称は「オデ」、「〜だど」が口癖。
コマジロ
声 - 遠藤綾
小さなアルマジロの怨霊。コマに憑依し、リトルコマンダーに変身する。
ブロッケンクロック
声 - 利根健太朗
時計型の怨霊。フブキに憑依し、クロックレディに変身する。
獅子黒カズマ（ししぐろ カズマ）
声 - 日野聡
人間の怨霊。メラに憑依し、獅子王に変身する。メラを慕って行動を共にしている。
イズナ
声 - 石上静香
キツネの怨霊。九尾に憑依し、ナインテイルに変身する。
ゴロミ
声 - 石川由依
黄色のネコの妖怪。ジンペイに憑依し、ワイルドボーイに変身する。一人称は「アタイ」。乱暴な口調で話す。
ブルポン
声 - 沼倉愛美
青色のネコの妖怪。ジンペイに憑依し、ブルームーンに変身する。一人称は「僕」。初めはスライム状の姿で、ミステリアルメダルを食べて完全体となった。
ミケッティオ
声 - 津田健次郎
バケーラ・ゴロミ・ブルポンの真の姿である凶悪なネコ妖怪。ジンペイに憑依し、アースウォーカーに変身する。

### 宇宙人
天見エルナ（あまみ エルナ）/エルゼメキア/ゾディアライア
声 - P丸様。
「侵略魔少女」の異名を持つ、エイリアン「N星人」の手先。Y学園の女子生徒を装い、ナユを操っていた。
来星ナユ（くるほし ナユ）
声 - P丸様。
Y学園風紀委員長。正体はN星人に滅ぼされた星の宇宙人。
モデルはナユタン星人のイメージキャラ「アンドロメダ子」。
ティーダス
声 - KENN
マタロウの体に宿っていたタイトロン星人の戦士。マタロウに憑依し、ティーダインに変身する。

### その他
大王路エマ（だいおうじ エマ）
声 - 竹達彩奈
学園長の娘。後に、エンマ大王の精神が体に宿っていることが明らかになった。
臼見沢ハルヒコ（うすみざわ ハルヒコ）
声 - 関智一
ジンペイ達の担任教師で寮の管理人。物陰に隠れ、現れた怨霊を凶暴化させている。
園等なつき（えんら なつき）
声 - 沼倉愛美
保健医でYSPクラブ顧問。ジンペイ達にYSPウォッチを与える。セクシーな美人でジンペイたち生徒から人気を得ている。
大王路キンヤ（だいおうじ キンヤ）
声 - 大友龍三郎
Y学園の学園長。強面な一方で娘のエマには甘く、アイドルなど美少女好きの一面もある。

## スタッフ
- クリエイティブプロデューサー/原案・シリーズ構成 - 日野晃博
- 原作 - レベルファイブ
- 監督 - 北條史也
- 副監督 - 泉保良輔
- 連載 - 月刊コロコロコミック
- 妖怪＆キャラクターデザイン原案 - 長野拓造、田中美穂、板橋由里子（第1話 - 第52話）、米田晴香（第53話 - 第63話）、内田潤（第53話 - 第63話）
- キャラクターデザイン - 山田俊也
- 総作画監督 - 武内啓、三島千枝
- 美術監督 - 桐本裕美子
- 色彩設計 - 角野江美
- 撮影監督 - 山道奈保美
- 編集 - 小守真由美
- 音楽 - 西郷憲一郎
- 音響監督 - 田中亮
- アニメーションプロデューサー - 井上たかし
- 製作担当 - 澤田剛（ノンクレジット）
- アニメーション制作 - OLM TEAM INOUE
- スーパーバイザー - 川崎由紀夫、梶原清文、縄田正樹、沢辺伸政、秋本武英
- プロデューサー - 紅谷佳和、柿崎真吾（第1話 - 第52話）→滝野圭輔（第53話 - 第63話）
- プログラムマネージャー - 丸茂礼、飯田将太
- 番組宣伝 - 大江繭子（テレビ東京）
- 製作 - テレビ東京、電通、OLM

## 主題歌
オープニングテーマ
| 曲名                   | 話数                              | 作詞         | 作曲         | 編曲         | 歌手                   | 備考             |
| ---------------------- | --------------------------------- | ------------ | ------------ | ------------ | ---------------------- | ---------------- |
| ギンギラ銀河           | 1 - 28、37・38・52（挿入歌 兼ED） | ナユタン星人 | ナユタン星人 | ナユタン星人 | すとぷり               | ゲームEDと共通。 |
| 大宇宙ランデブー       | 29 - 51、58（挿入歌）、63（ED）   | ナユタン星人 | ナユタン星人 | ナユタン星人 | すとぷり               | ゲームEDと共通。 |
| いにしえロマンティック | 53 - 63                           | ナユタン星人 | ナユタン星人 | ナユタン星人 | P丸様。 feat.YSPクラブ |                  |

エンディングテーマ
| 曲名                         | 話数                          | 作詞                   | 作曲                       | 歌手                                                                                    | 備考                                                                                                   |
| ---------------------------- | ----------------------------- | ---------------------- | -------------------------- | --------------------------------------------------------------------------------------- | --- |
| Y学園へ行こう ワイワイ編     | 2、6、11、17、22、28、33      | ピノリーノ（日野晃博） | ぽこ（今泉吾弥）           | ろん                                                                                    | 歌詞は共通で曲と歌い手が異なる5バージョンを週替わりで放送。 ※一部の回除く。8bit編は2020年4月より放送。 |
| Y学園へ行こう 疾走編         | 3、7、12、18、23、29、36      | ピノリーノ（日野晃博） | しょー（砂川翔也）         | 96猫                                                                                    | 歌詞は共通で曲と歌い手が異なる5バージョンを週替わりで放送。 ※一部の回除く。8bit編は2020年4月より放送。 |
| Y学園へ行こう 青春ロック編   | 4、9、13、19、26              | ピノリーノ（日野晃博） | ゴイサーマン（西郷憲一郎） | +α/あるふぁきゅん。                                                                     | 歌詞は共通で曲と歌い手が異なる5バージョンを週替わりで放送。 ※一部の回除く。8bit編は2020年4月より放送。 |
| Y学園へ行こう 8bit編         | 14、20、27、31                | ピノリーノ（日野晃博） | ねこうどん（近藤嶺）       | そらる                                                                                  | 歌詞は共通で曲と歌い手が異なる5バージョンを週替わりで放送。 ※一部の回除く。8bit編は2020年4月より放送。 |
| Y学園へ行こう 学園ドタバタ編 | 5、10、15、21、24、30、32     | ピノリーノ（日野晃博） | サカモフ（坂本英城）       | 莉犬（すとぷり）                                                                        | 歌詞は共通で曲と歌い手が異なる5バージョンを週替わりで放送。 ※一部の回除く。8bit編は2020年4月より放送。 |
| 生まれ変わっても             | 1                             | 日野晃博               | 今泉吾弥                   | 望原カナ（花澤香菜）                                                                    | 挿入歌 兼ED                                                                                            |
| リターントゥ地球             | 8、16、25、35、38、42、43、45 | 日野晃博               | 今泉吾弥                   | 戸松遥                                                                                  | 38話は挿入歌 兼ED                                                                                      |
| 侵略魔少女エルゼメキア       | 34、41、44、46                | 日野晃博               | 今泉吾弥                   | エルゼメキア（P丸様。）                                                                 | 34・44話は1番、41・46話は2番を放送。                                                                   |
| キラボシ共和国国歌           | 39、40、43                    | 日野晃博               | 西郷憲一郎                 | 児童合唱：山本そな、小金はな、熊田たまき、小林けんしん 女性合唱：太宰府主婦合唱府"ODEN" | 43話は挿入歌                                                                                           |
| 宇宙神秘ブギ                 | 47 - 51                       | 日野晃博               | 今泉吾弥                   | 莉犬（すとぷり）                                                                        | |
| YSP！                        | 53 - 62                       | 日野晃博               | 今泉吾弥                   | キング・クリームソーダ                                                                  | |

挿入歌
| 曲名                   | 話数 | 作詞                   | 作曲                       | 歌手                                                                 |
| ---------------------- | ---- | ---------------------- | -------------------------- | -------------------------------------------------------------------- |
| ヘビーなオレが蛇になる | 24   | 日野晃博               | 砂川翔也                   | スカイスネーカー（莉犬〈すとぷり〉）                                 |
| ハラペコオレが麺を食う | 24   | 日野晃博               | 砂川翔也                   | 寺刃ジンペイ（田村睦心）                                             |
| Y学園校歌              | 50   | ピノリーノ（日野晃博） | ゴイサーマン（西郷憲一郎） | Y学園合唱団、稲田匠、OH☆橋ファミリー、かえる、櫻田おーか。、ひいらぎ |

## 各話リスト
| 話数   | サブタイトル                                            | 脚本             | 絵コンテ          | 演出                  | 作画監督                                                                  | 放送日 （TXN）  |
| ------ | ------------------------------------------------------- | ---------------- | ----------------- | --------------------- | ------------------------------------------------------------------------- | --------------- |
| 第1話  | 衝撃!!初恋の人は○○だった                                | 日野晃博         | 北條史也          | 吉本毅                | 山崎愛 山縣研一                                                           | 2019年 12月27日 |
| 第2話  | 巨大サラリーマン宮沢さんの憂鬱                          | 日野晃博         | 北條史也 山本恭平 | 須藤典彦              | 松阪定俊                                                                  | 2020年 1月10日  |
| 第3話  | バック・トゥ・ザ・モーニング 〜それを踏んではいけない〜 | 小峯裕之         | 小滝礼            | 内野宮晃希            | 川口弘明 RYU SE HYEONG                                                    | 1月17日         |
| 第4話  | ゲスノート、名前を書かれたらゲスになる                  | 森ハヤシ         | まついひとゆき    | 森田侑希              | 飯飼一幸 兼子秀敬 白石悟 高橋紀子 南伸一郎                                | 1月24日         |
| 第5話  | 大行列！茶李井のチョコレート工場                        | 赤尾でこ         | 神崎貢            | 興満録助              | 三好智志 山縣研一                                                         | 1月31日         |
| 第6話  | カメラを止めたら呪われる                                | 近藤祐次         | 矢野博之          | 秦義人                | 小林ゆかり 安斉佳恵 西山華怜                                              | 2月7日          |
| 第7話  | HANAKO〜モラシタ・ラ・ダメリアの女王〜                  | ヒロハラノブヒコ | 佐々木勅嘉        | 東田夏実              | 川口弘明 安斉佳恵 Ryu Se Hyeong                                           | 2月14日         |
| 第8話  | Nとの遭遇 君はUFOを見たか？                             | 日野晃博         | 矢野博之 若林漢二 | 日下直義              | 山崎愛 山縣研一                                                           | 2月21日         |
| 第9話  | プリズンブレイク！ アカテントラズ収容所                 | 深見敦子         | 泉保良輔          | 清水明                | 小林ゆかり Jung Hi Hui Jo eun-kyung                                       | 2月28日         |
| 第10話 | 走れ！ Yタイムズ報道部                                  | 小峯裕之         | 小滝礼            | 吉本毅                | 松坂定俊                                                                  | 3月6日          |
| 第11話 | 巨大ロボこそ青春だ！                                    | 森ハヤシ         | 高田昌宏          | 前屋俊広              | 安斉佳恵 山本径子 HAN HYEON JI                                            | 3月13日         |
| 第12話 | 24時間の逃亡 メカは地球を救う                           | 赤尾でこ         | まついひとゆき    | 森田侑希              | 飯飼一幸 白石悟 南伸一郎 高橋紀子 兼子秀敬                                | 3月20日         |
| 第13話 | ロード・オブ・ザ・ピンク 焼却炉マウンテンを攻略せよ     | 近藤祐次         | 大原実            | 内野宮晃希            | 川口弘明 Kaonruri Animation                                               | 3月27日         |
| 第14話 | ゲーマー必見！アサシン来るーど!!                        | 深見敦子         | 佐々木勅嘉        | 興満録助              | 蒼依ふたば                                                                | 4月3日          |
| 第15話 | 衝撃のファイナルアンサー！クイズ対決ジンペイVS霧隠      | ヒロハラノブヒコ | 小滝礼            | 東田夏実              | 安斉佳恵 RYU SE HYEONG 桝井一平                                           | 4月10日         |
| 第16話 | フトッチョはイケメンを好きになってはダメですか？        | 日野晃博         | 矢野博之          | イム ガヒ             | 山縣研一 山崎愛                                                           | 4月17日         |
| 第17話 | 初恋は心がここにない感じ                                | 小峯裕之         | 富田浩章          | うえだしげる          | 三好智志                                                                  | 4月24日         |
| 第18話 | 俺、コンビニでバイトはじめました                        | 森ハヤシ         | 須藤典彦          | 須藤典彦              | 加藤壮                                                                    | 5月8日          |
| 第19話 | 世紀の対決！YSP vs ESP                                  | 赤尾でこ         | 藤田健太郎        | 秦義人                | 安斉佳恵 西山華怜 Jo Eungyeong                                            | 5月15日         |
| 第20話 | 禁断の恋は、禁断だから燃えるのだ                        | 近藤祐次         | 佐々木勅嘉        | 吉本毅                | 松坂定俊                                                                  | 5月22日         |
| 第21話 | 生まれ変わっても、君と一緒にいたいです                  | 深見敦子         | 興満録助          | 興満録助              | 蒼依ふたば 加藤壮 三好智志                                                | 5月29日         |
| 第22話 | 君にもなれるYチューバー！                               | ヒロハラノブヒコ | 小滝礼            | 森田侑希              | 飯飼一幸 白石悟 南伸一郎 高橋紀子 兼子秀敬                                | 6月5日          |
| 第23話 | 愛と青春とオレ達の仁義なき戦い                          | 日野晃博         | 矢野博之          | 辻橋綾佳              | 安斉佳恵 RYU SE HYEONG 川口弘明                                           | 6月12日         |
| 第24話 | マジかよ！蛇だけにヘビーメタルって!?                    | 日野晃博         | 泉保良輔          | 清水明                | Jo Eungyeong Song Hyunju HAN HYEON JI                                     | 6月19日         |
| 第25話 | ハッカーになろう！風紀委員長 来星ナユの真実             | 近藤祐次         | 仲野良            | 日下直義              | 山崎愛 加藤壮                                                             | 6月26日         |
| 第26話 | 美少女転校生 七雲クウカの事情                           | 赤尾でこ         | 富田浩章          | 前屋俊広              | 安斉佳恵 西山華怜 RYU SE HYEONG                                           | 7月3日          |
| 第27話 | 僕もヒーローになりたい                                  | 森ハヤシ         | 松永昌弘          | 安藤貴史              | 森えつし 花輪美幸                                                         | 7月10日         |
| 第28話 | 湖畔の恐怖 うぉーキングデッド                           | 小峯裕之         | 須藤典彦          | 熨斗谷充孝            | 川口弘明 桝井一平 那須野文 HYEON JI HAN EUN GYEONG JO HYUN JU SONG        | 7月17日         |
| 第29話 | 月下の恋はオーバードライブ                              | 深見敦子         | 高橋滋春          | 関谷真実子            | 三好智志                                                                  | 7月24日         |
| 第30話 | 九尾の帰宅 戦慄のミステリーハウス                       | 深見敦子         | 豆冨こびい        | 清水明 内野宮晃希     | 野上慎也 安斉佳恵 永井泰平 桝井一平 鈴木伸一                              | 7月31日         |
| 第31話 | コマ君の母ちゃんがやってきた！                          | ヒロハラノブヒコ | 小滝礼            | 興満録助              | 荒井怜子 野村美妃 山縣クリカ 松本勝次                                     | 8月7日          |
| 第32話 | 銀色の宇宙人ムゲン増殖事件                              | ヒロハラノブヒコ | 佐々木勅嘉        | 森田侑希              | 飯飼一幸 白石悟 南伸一郎 高橋紀子 兼子秀敬                                | 8月14日         |
| 第33話 | ワイワイとY研を再建しよう                               | 小峯裕之         | 須藤典彦          | 前屋俊広              | 西山華怜 安斉佳恵                                                         | 8月21日         |
| 第34話 | 侵略魔少女、降臨                                        | 森ハヤシ         | 泉保良輔          | うえだしげる          | 松坂定俊                                                                  | 8月28日         |
| 第35話 | 霧隠ラント 壮絶なるラストバトル                         | 赤尾でこ         | 矢野博之          | 熨斗谷充孝 日下部優樹 | 川口弘明 Ryu Se Hyeong                                                    | 9月4日          |
| 第36話 | その時 最凶のネコが誕生する                             | 近藤祐次         | 飯島正勝          | 木村佳嗣              | 沼田宏 藤田正幸 奥石暁 滝川和男 森えつし                                  | 9月11日         |
| 第37話 | 取り戻せ！ 俺たちのアツい日々！                         | 日野晃博         | 高橋滋春          | 内野宮晃希            | 野上慎也 安斉佳恵 Lim Jinuk Han Eunmi                                     | 9月18日         |
| 第38話 | 超絶最強ヒーロー アースウォーカー！                     | 日野晃博         | 小滝礼            | 吉本毅                | 山崎愛 加藤壮                                                             | 9月25日         |
| 第39話 | 私、独立しちゃいます！その名はキラボシ共和国            | 小峯裕之         | 矢野博之          | 前屋俊広              | 安斉佳恵 西山華怜 Woo Gueum Yung Yu Seung Hee Lee Gwan Woo Jo Eun Kyung   | 10月2日         |
| 第40話 | ミッションインポッシブル！風紀タワーを攻略せよ！        | 森ハヤシ         | 花井信也 北條史也 | 島崎奈々子            | 三好智志 加藤壮                                                           | 10月9日         |
| 第41話 | 大決戦！ Yは地球を救う                                  | 赤尾でこ         | 興満録助          | 熨斗谷充孝 日下部優樹 | 川口弘明 桝井一平 Ryu Se Hyeong                                           | 10月16日        |
| 第42話 | 脳天直下サバイバル！ 漂流学園Y!!                        | 近藤祐次         | 豆冨こびい        | 佐々木純人            | 飯飼一幸 白石悟 高橋紀子 兼子秀敬                                         | 10月23日        |
| 第43話 | 侵略されたY学園                                         | 近藤祐次         | 小滝礼            | 内野宮晃希            | 鈴木伸一 Song Hyeonju Lim Jinuk Park Sunok Han Hyeon Ji                   | 10月30日        |
| 第44話 | ヒーローの資格 出るか新ヒーロー!?                       | 日野晃博         | 久慈悟朗          | 久慈悟朗              | Shin Min Seop Shin Hyung sik Lee Sang Jin Kim Seok Yung                   | 11月6日         |
| 第45話 | 超決戦！ キラボシキャッスル攻略作戦！                   | 森ハヤシ         | 花井信也 北條史也 | うえだしげる          | 松坂定俊 三好智志 柏木彩花                                                | 11月13日        |
| 第46話 | アナンと氷の女王 悲しく稀有な宇宙の物語                 | 赤尾でこ         | 泉保良輔          | 岩田義彦              | 安斉佳恵 西山華怜 Ryu Se Hyeong                                           | 11月20日        |
| 第47話 | 悲しき戦姫 エルゼメキアの最期                           | 日野晃博         | 富田浩章          | 熊野千尋              | 川口弘明 進藤満尾                                                         | 11月27日        |
| 第48話 | 嵐の前の静かな日常                                      | ヒロハラノブヒコ | 島崎奈々子        | 吉本毅                | 山崎愛 加藤壮                                                             | 12月4日         |
| 第49話 | おひさしぶりです、ぬらり師匠                            | 深見敦子         | 小滝礼            | 熨斗谷充孝 日下部優樹 | Ryu Se Hyeong 鈴木伸一 桝井一平 野上慎也 那須野文                         | 12月11日        |
| 第50話 | エンマダイ理事長の一大決断！最後の校歌斉唱！            | 小峯裕之         | 豆冨こびい        | 森田侑希              | 飯飼一幸 白石悟 高橋紀子 兼子秀敬                                         | 12月25日        |
| 第51話 | 死闘マゼラボルト！ 地球は宇宙の塵となる                 | 日野晃博         | 矢野博之          | 内野宮晃希            | 安斉佳恵 西山華怜 Lee Seunghui Han Eunmi Kim Juno 野上慎也 徳川恵美       | 2021年 1月8日   |
| 第52話 | 僕は宇宙一のヒーローになる                              | 日野晃博         | 北條史也          | 吉本毅                | 三好智志 Cha Myoung Jun Ku Ja Cheon                                       | 1月15日         |
| 第53話 | 人気者にはやっぱりニセモノが出てくるよね？              | 日野晃博         | 若林厚史          | 前屋俊広              | 阿部千秋                                                                  | 1月22日         |
| 第54話 | 我ら高等部は中等部の総退学を要求する                    | 小峯裕之         | 土屋日            | 日下直義              | 亀山朋子 廣田茜 田島瑞穂 Shin Min seop Lee Sang Jin                       | 1月29日         |
| 第55話 | Y学園高等部って、どれだけ豪華なのーっ！                 | 森ハヤシ         | 辻初樹            | 岩田義彦              | 安斉佳恵 西山華怜 川口弘明 桝井一平                                       | 2月5日          |
| 第56話 | 怖い生徒会長は定番だから慣れてるよ                      | 赤尾でこ         | 豆冨こびい        | うえだしげる          | 松坂定俊                                                                  | 2月12日         |
| 第57話 | それはそれ 特訓したら新フォーム                         | 深見敦子         | 小滝礼            | 神崎ユウジ            | 安斉佳恵 西山華怜 Ryu Se Hyeong                                           | 2月19日         |
| 第58話 | 壮絶なるハイ&ロー対決 関ケ原の合戦                      | 日野晃博         | 佐々木勅嘉        | 吉本毅                | 山崎愛 三好智志                                                           | 2月26日         |
| 第59話 | ウソだろおい 地底人の陰謀とか                           | 近藤祐次         | 若林厚史          | 日下部優樹            | 川口弘明 阿部千秋                                                         | 3月5日          |
| 第60話 | 来たぜ！超文明アトランティス                            | ヒロハラノブヒコ | 辻初樹            | 森田侑希              | 飯飼一幸 高橋紀子 兼子秀敬 五十嵐俊介                                     | 3月12日         |
| 第61話 | 壮絶 アトランティスの大決戦！                           | 小峯裕之         | 豆冨こびい        | 内野宮晃希            | 安斉佳恵 西山華怜 You Seoung Hee Kim Hae Sook Yeon Ji Hye Kim Hyun Kyoung | 3月19日         |
| 第62話 | ジョビアッチ この手よ君に届け                           | 日野晃博         | 矢野博之          | 吉本毅                | 三好智志 松坂定俊 山崎愛                                                  | 3月26日         |
| 第63話 | Y学園は永遠に不滅です                                   | 日野晃博         | 小滝礼 北條史也   | 岩田義彦              | 鈴木伸一 川口弘明                                                         | 4月2日          |

## ネット局
| 放送期間 | 放送時間                                                           | 放送局             | 対象地域       | 備考                                    |
| --- | ------------------------------------------------------------------ | ------------------ | -------------- | --------------------------------------- |
| 2019年12月27日 - 2021年4月2日                                                                               | 金曜 18:25 - 18:55                                                 | テレビ東京         | 関東広域圏     | 製作局                                  |
| |                                                                    | テレビ北海道       | 北海道         |                                         |
| |                                                                    | テレビ愛知         | 愛知県         |                                         |
| |                                                                    | テレビ大阪         | 大阪府         |                                         |
| |                                                                    | テレビせとうち     | 岡山県・香川県 |                                         |
| |                                                                    | TVQ九州放送        | 福岡県         |                                         |
| 2019年12月28日 - 2021年4月3日                                                                               | 土曜 7:00 - 7:30                                                   | BSテレ東           | 日本全域       | BS/BS4K放送                             |
| 2020年1月7日 - 3月31日 2020年4月9日 - 12月17日 2021年1月18日 - 4月12日                                      | 火曜 22:30 - 23:00 木曜 0:30 - 1:00（水曜深夜） 月曜 20:00 - 20:30 | AT-X               | 日本全域       | CS放送 / リピート放送あり               |
| 2020年1月10日 - 3月27日 2020年4月3日 - 2021年4月23日                                                        | 金曜 18:15 - 18:45 金曜 18:25 - 18:53                              | 岐阜放送           | 岐阜県         | [ 注 13 ]                               |
| 2020年1月12日 - 3月29日 2020年4月3日 - 2021年4月16日                                                        | 日曜 10:00 - 10:27 金曜 17:25 - 17:55                              | びわ湖放送         | 滋賀県         |                                         |
| 2020年1月23日 - 3月26日 2020年4月1日 - 2021年7月7日                                                         | 木曜 17:00 - 17:29 水曜 8:00 - 8:30                                | 奈良テレビ         | 奈良県         |                                         |
| 2020年1月24日 - 3月27日 2020年4月7日 - 2021年3月30日 2021年4月8日 - 4月15日                                 | 金曜 17:30 - 18:00 火曜 18:25 - 18:55 木曜 17:00 - 17:30           | テレビ和歌山       | 和歌山県       | [ 20 ]                                  |
| 2020年1月19日 - 2021年4月25日                                                                               | 日曜 5:30 - 6:00                                                   | 熊本放送           | 熊本県         | [ 注 14 ]                               |
| 2020年1月19日 - 2021年4月18日                                                                               | 日曜 10:30 - 11:00                                                 | 長崎放送           | 長崎県         |                                         |
| 2020年1月28日 - 3月31日                                                                                     | 火曜 16:20 - 16:50                                                 | さんいん中央テレビ | 島根県・鳥取県 | 第10話で打ち切り                        |
| 2020年2月17日 - 2021年4月26日                                                                               | 月曜 19:00 - 19:30                                                 | KBS京都            | 京都府         | [ 注 14 ]                               |
| 2020年4月4日 - 2021年5月29日                                                                                | 土曜 17:00 - 18:00                                                 | キッズステーション | 日本全域       | CS放送 / 2話連続放送 / リピート放送あり |
| 2020年5月24日 - 2021年8月22日                                                                               | 日曜 5:15 - 5:45                                                   | テレビユー山形     | 山形県         |                                         |
| 2020年5月31日 - 2021年8月29日                                                                               | 日曜 6:30 - 7:00                                                   | 福島中央テレビ     | 福島県         |                                         |
| 2020年8月7日 - 2021年10月22日                                                                               | 金曜 17:00 - 17:30                                                 | 三重テレビ         | 三重県         |                                         |
| 2020年9月6日 - 2021年12月5日                                                                                | 日曜 6:15 - 6:45                                                   | 信越放送           | 長野県         |                                         |
| テレビ東京系列（BSテレ東も含む）・キッズステーションでは字幕放送、同系列地上波6局のみ連動データ放送を実施。 |                                                                    |                    |                |                                         |

## 劇場版
- 『映画 妖怪学園Y 猫はHEROになれるか』（2019年） - 時系列としてはテレビアニメ第1話と第2話の中間にあたる。前シリーズ『妖怪ウォッチ!』放送時より公開。

## 漫画版
妖怪ウォッチJam 妖怪学園Y
作者：小西紀行
月刊コロコロコミック2019年10月号から2021年1月号まで連載。単行本は全3巻。先行して映画『猫はHEROになれるか』のコミカライズを掲載。アニメ・ゲーム版とは異なり、妖怪・輪廻が登場するなど独自の展開が加えられている。

## ゲームソフト
妖怪ウォッチJam 妖怪学園Y 〜ワイワイ学園生活〜
レベルファイブよりNintendo Switch・PlayStation 4用ソフトとして発売のゲームソフト。Switch版は2020年8月13日より、PS4版は2020年10月29日より配信開始。
内容は学園生活RPG。ジンペイたち複数のキャラクターを操作し、友達作り、怨霊退治、事件解決をしていく。「映える」行動で観客から「イイネ!」をもらい学園の人気者を目指す事も目的。
先行してダウンロード配信専用ソフトとしてリリース。定期更新でストーリーやマルチプレイモードなどが随時追加される。アイテムなどの有料DLCも配信。
『妖怪Yメダル』ほかNEO YCチップ内蔵玩具とのNFC連動、前作『妖怪ウォッチ4』との連動で、ゲーム内のアイテムやポイントが入手できる。
今作ではLive2Dが使用されており、クオリティを重視した「Live2Dの機能をフルに使ったモデル」と3Dイベントと組み合わせて使う「制作コストを抑えたモデル」の2種類を使い分けている。
本作のCEROによるレーティングでは、妖怪ウォッチシリーズとしては初めてにして異例のB（12才以上対象）に区分された。
2020年12月17日に、DLC2までの更新分を収録したパッケージ版をリリース。
大型無料アップデート
- DLC1「エルゼ来るぜマルチプレイ」2020年9月30日配信 ※Switch版のみ（PS4版は追加済）
- DLC2「大宇宙決戦ランデブー」2020年11月28日配信
- DLC3「なりきりブギウギ超新星」2021年3月25日配信

主題歌
オープニングテーマ 「学園スペーシー」
作詞・作曲・編曲 - ナユタン星人 / 歌 - P丸様。feat.YSPクラブ
エンディングテーマ 「ギンギラ銀河」「大宇宙ランデブー」
作詞・作曲・編曲 - ナユタン星人 / 歌 - すとぷり
いずれもアニメOPと共通。
評価
プロレスラーの男色ディーノは、この作品をプレイし、「妖怪ウォッチシリーズの中で1番面白く、妖怪ウォッチらしさは残っているけど、更に先に進んだ印象」と高く評価している。

## データカードダス
『妖怪ウォッチ ウキウキペディア学園Y』
『妖怪ウォッチ ウキウキペディア極』からリニューアルされたデータカードダスシリーズ第5弾。
新たに『妖怪HERO』ランクが登場。妖怪Yメダルにも対応。2020年10月7日をもって稼働終了。
リリース
- 2020年1月30日 第1弾稼働開始
- 2020年6月18日 第2弾稼働開始